# بارنابي كيني
بارنابي كيني (بالإنجليزية: Barnaby Keeney)‏ هو مدرس أمريكي، ولد في 17 أكتوبر 1914 في هافواي في الولايات المتحدة، وتوفي في 18 يونيو 1980 في بروفيدنس في الولايات المتحدة.

## وصلات خارجية
- بارنابي كيني على موقع إن إن دي بي (الإنجليزية)